# Ahmed Safwat
Ahmed Safwat, né le 6 juin 1947 au Caire et mort le 30 juillet 2003 dans la même ville, est un joueur de squash représentant l'Égypte.  Il atteint en janvier 1978 la 9e place mondiale sur le circuit international, son meilleur classement.

## Biographie
Il participe aux premiers championnats du monde de 1976 à 1983, atteignant les quarts de finale en 1981, s'inclinant face à Qamar Zaman. En 1997, il atteint les demi-finales du British Open s'inclinant face à Cam Nancarrow.
Après sa carrière, il travaille comme entraîneur à Hambourg, en Angleterre et aussi en Égypte
Il meurt d'un infarctus du myocarde au Caire le 30 juillet 2003.